# 厄德一世 (勃艮第)
厄德一世（1060年—1103年3月23日）， 亦被稱為尤德斯，或名博雷爾，又號the Red，勃艮第公爵（1079年－1102年）。厄德是羅貝爾一世的孫子丶勃艮第的亨利的次子和于格一世的弟弟。在他的哥哥于格一世退位後成為公爵，于格一世退休成為克呂尼的本篤會修士。
厄德一世參加了法國對伊比利亞半島的遠征，在薩拉卡戰役之後才開始參加，在1087年失敗的圖德拉圍城戰中後退出成就甚微。後來，他參加1101年十字軍東征，並於1101年在小亞細亞去世。
在他遠征伊比利亞半島的一份憲章中，他承認他扣留了屬於聖菲爾貝德圖爾尼修道院的財產，該修道院由他的姑姑萊昂和卡斯蒂利亞國王阿方索六世的妻子康斯坦茨贊助。1101年，當他離開去參加十字軍東征時，他為莫萊斯姆修道院做了一份禮物和一份遺囑。此外，當他離開去十字軍東征時，他在聖貝寧德第戎簽署了一份放棄憲章，在熱夫雷-尚貝坦修道院簽署另一份憲章。

一名目擊者坎特伯雷的安瑟莫傳記作者愛德瑪記載厄德一世一件有趣的事件。1097年，當聖安瑟姆在前往羅馬的途中穿過厄德一世的領土時，強盜期待大主教的隨從中獲得巨額財寶，準備伏擊並掠奪它。厄德一世要在主教的車隊中找尋大主教，但他們沒有找到。安瑟姆連忙上前，讓厄德一世大吃一驚，說道：“公爵大人，讓我抱抱你。”大吃一驚的厄德一世立即讓主教擁抱他，並自稱是安瑟姆的卑微僕人。

## 家庭
厄德一世迎娶勃艮第伯爵威廉一世的女兒西比拉 (1065年–1101年) 並有子女如下:
- 勃艮第的赫烈（英语：Helie of Burgundy）（1080年–1141年），先後為圖盧茲伯爵伯特蘭（英语：Bertrand, Count of Toulouse）及蓬蒂約伯爵威廉三世（英语：William III, Count of Ponthieu）的妻子[1]
- 勃艮第的弗洛林（英语：Florine of Burgundy）[1] （1083年–1097年），丹麥王子十字軍斯溫（英语：Sweyn the Crusader）的妻子
- 于格二世 （1084年–1143年）[1]
- 亨利 （1087年–1125年）[1]，一名牧師